# Bomberman II
Bomberman II is een videospel dat werd ontwikkeld en uitgegeven door Hudson Soft voor het platform Nintendo Entertainment System. Het doel van het spel is de uitgang te vinden en naar het volgende level te komen. Het spel kan ook met twee of drie personen gespeeld worden.
De releasedatum van het spel is 28 juni 1991.

## Ontvangst
| Beoordeeld door                | Datum          | Score |
| ------------------------------ | -------------- | ----- |
| Total! (Duitsland)             | augustus 1994  | 75%   |
| N-Force                        | januari 1993   | 74%   |
| Mega Fun                       | september 1994 | 69%   |
| ASM (Aktueller Software Markt) | september 1992 | 67%   |
| Game Zero                      | mei 1993       | 48%   |